# Průvody hrdosti v Brně
Průvody hrdosti v Brně (známé též jako či „pochod hrdosti“, „gay pride“, „LGBT pride“ či „queer parade“) jsou průvody oslavující queer kulturu a identitu. V Brně se jich s nepravidelností konalo v průběhu 21. století již několik, jednalo se či se jedná o Queer Parade, Duhu Do Ulic! či Brno Pride Parade.

## Queer Parade (2008 a 2010)

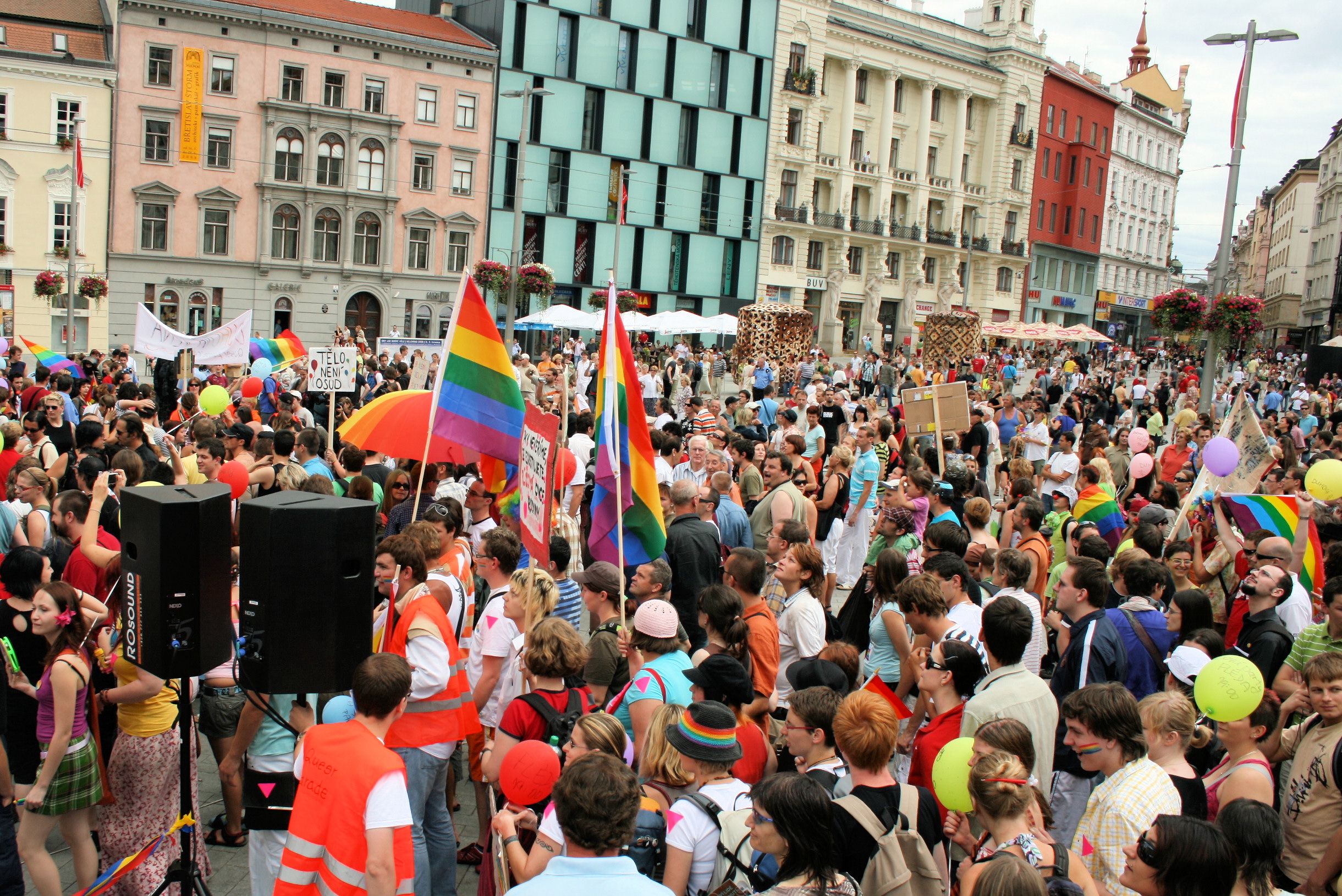
Queer Parade Brno 28. června 2008 na náměstí Svobody

První Queer Parade v Brně s podtitulem Duhová vlna se uskutečnila dne 28. června 2008. Pořadatelé artikulovali obecné cíle jako oslavu queer hrdosti, podporu tolerance a různorodosti a zmírnění homofobních postojů, k nimž přidali specifické cíle v podobě podpory rodičovských práv stejnopohlavních párů, stejných práv pro individuální adopce a možnost osvojení dítěte partnera pro osoby žijící v registrovaném partnerství, zviditelnění problémů LGBT seniorů a problémů transgender lidí. Na náměstí Svobody se shromáždilo několik set účastníků, vystoupili zde mimo jiné zpěvák Pavel Vítek, ministryně pro lidská práva Džamila Stehlíková a někteří místní politici. Byla přečtena zdravice tenistky Martiny Navrátilové, která nad událostí převzala patronát. Následoval průvod, kvůli násilným aktivitám skupin krajní pravice byla však jeho trasa zkrácena. Události předcházel týden doprovodných akcí.
O rok později (od 5. května do 6. června 2009) v Brně proběhl jen festival různorodých akcí Queer parade Brno – Teplé jaro 2009 bez hlavního průvodu, který se uskutečnil v Táboře 20. června pod názvem Queer Pride Parade.
V roce 2010 se průvod uskutečnil opět v Brně, a to v sobotu 26. června, jako vyvrcholení několik týdnů trvajícího festivalu Teplé jaro 2010. Akce měla podle pořadatelů mimo jiné poukázat na nemožnost stejnopohlavních párů adoptovat děti či na šikanu ve školách. Kvůli obavám z očekávaného násilného narušení průvodu, k němuž vyzývalo extremistické hnutí Národní odpor, byly nasazeny stovky policistů včetně speciálních jednotek, náměstí Svobody bylo pro mítink téměř uzavřeno a trasa následného průvodu byla upravena. Celá akce nakonec proběhla bez větších konfliktů za účasti asi 600 lidí. Na akci vystoupili např. aktivista Jiří Hromada,  bývalá ministryně pro lidská práva Džamila Stehlíková či britská aktivistka Claire Dimyon oceněná Řádem britského impéria. Asi stovka účastníků přišla také na opoziční Pochod pro rodinu, který uspořádali Mladí křesťanští demokraté.

## Brno Pride Week bez průvodu (2021–2023)
Po delší odmlce byl v roce 2021 v Brně poprvé uspořádán festival LGBTQ hrdosti s názvem Brno Pride Week. Jeho součástí však v prvních třech ročnících průvod cíleně nebyl. Pořadatelé se dle vlastního vyjádření na základě negativních zkušeností z dřívějších brněnských akcí obávali konfliktů. Místo pochodu tak pořádali Queer Park v Björnsonově sadu (tj. piknik, deskové hry, charitativní šatník či prezentace neziskových organizací). Jako další důvod vynechání průvodu uváděli organizátoři skutečnost, že většinová společnost a média si stereotypně spojují pride festivaly pouze s průvodem a přehlíží tak řadu společenských, kulturních, vzdělávacích či seznamovacích akcí a aktivit, které bývají festivalovou součástí. Na zmíněném Queer Parku se lidé dle organizátorů také lépe poznají než na průvodu a vytvoří si dlouhodobější pouta a přátelství. Viditelnost queer lidí podle pořadatelského názoru dostatečně zajišťuje umístění akcí festivalu v centru města.

## Duha Do Ulic! (2023)
V červnu 2023 oznámil kolektiv Duha Do Ulic! (někdy též Duha Do Ul!c), sdružující nezávislé spolky a jedince, že se rozhodl obnovit pochod hrdosti v Brně s cílem vyjádřit podporu pro práva LGBTQ+ komunity a hrdost být samx sebou. Na sociálních sítích se kolektiv popsal jako „nezávislé intersekcionální kvír hnutí za návrat duhy do (nejen) brněnských ulic“.
Iniciativa pro uspořádání pochodu vznikla podle skupiny z frustrace z tehdejší situace (absence manželství pro všechny, nedořešené adopce dětí, nutnost sterilizace při úřední změně pohlaví, omezení při darování krve ze strany queer lidí, neuznání existence nebinárních lidí ze strany státu atd.). Vzhledem ke konfliktům během brněnských pride pochodů v minulosti se kolektiv rozhodl z bezpečnostních důvodů nesdělovat trasu pochodu nebo jména lidí účastních se jeho organizace. Bylo pouze zveřejněno, že průvod začne 1. července 2023 v 16.00 hodin. Ke konci června bylo sděleno, že oficiální začátek pochodu bude na Malinovského náměstí v prostoru před sochou Pocta Edisonovi (žárovky). V brněnské káznici na Cejlu se také uskutečnila společná výroba bannerů pro pochod.
Nakonec se pochod vydal z Malinovského náměstí za doprovodu bubnů po trase, která pokračovala po ulicích Běhounská, Poštovská a Josefská až k obchodnímu centru Letmo. Průvodu se zúčastnilo zhruba 350 lidí a podpořily jej sdružení Trans*parent, zasazující se o rovnost transgenderových, nebinárních a intersexuálních osob, dále česká odnož Amnesty International, Ostravský PRAJD, SdruŽeny, kolektiv Plusko+ či spolek Light* při Filozofické fakultě Univerzity Komenského v Bratislavě (zástupci či zástupkyně některých organizací pronesli během průvodu své projevy). Záměrem kolektivu Duha Do Ulic! bylo průvod každoročně opakovat.

## Brno Pride Week s průvodem (2024 a 2025)

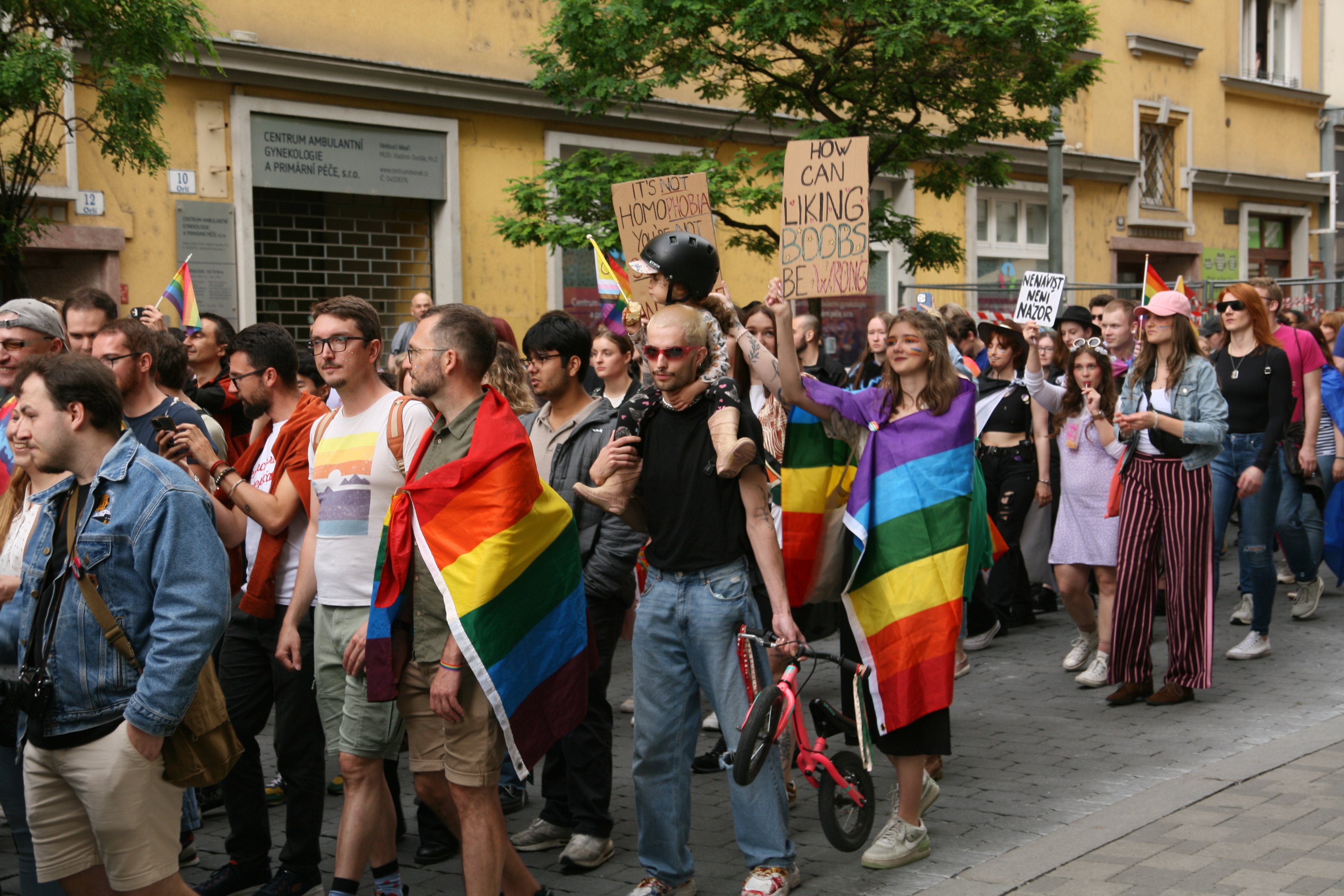
Průvod Brno Pride Parade 25. května 2024 v Orlí ulici

Zásadní změna nastala, když se pořadatelé festivalu Brno Pride Week rozhodli do svého programu v roce 2024 průvod zařadit. Uskutečnil se poslední den festivalu, tj. v sobotu 25. května 2024, pod názvem Brno Pride Parade. Začátek trasy byl na Zelném trhu v 15.00 hodin, poté šli účastníci přes Malinovského, Moravské a náměstí Svobody zpět na Zelný trh. Průvod trval asi hodinu a půl, šel za zvuku bubnů a podle odhadu organizátorů se jej zúčastnila asi tisícovka především mladých lidí.
Stejně jako v minulosti také v roce 2024 monitorovali organizátoři festivalu na sociálních sítích v souvislosti s průvodem výhrůžky blokádami a násilím. Akce se však podle nich obešla bez incidentů, mimo jiné protože bylo v ulicích Brna minimum lidí. Jednak kvůli nepřízni deštivého počasí a jednak kvůli souběhu se semifinálovým utkáním hokejového mistrovství. Lidé, kteří v ulicích byli, ale neváhali a průvod si fotili.
Také v roce 2025 proběhl průvod Brno Pride Parade jako vyvrcholení týdenního festivalu, a to v sobotu 21. června 2025. Program začal ve 13 hodin na Zelném trhu, odkud v 15 hodin vyrazil průvod do ulic, prošel postupně Masarykovou a Josefskou ulicí, Jánskou na Malinovského náměstí a poté Rooseveltovou na Moravské náměstí, kde se obrátil, Rašínovou ulicí pokračoval na náměstí Svobody a Masarykovou ulicí zpět na Zelný trh. Zúčastnilo se ho asi 1500 lidí všech věkových skupin i lidé s kočárky nebo dětmi v šátcích, na transparentech byla napsána například hesla: „Chceme lásku, ne válku!“, „Láska pro všechny“ či „Chraňte trans děti“. Průběh byl poklidný bez narušení. Týdenní festival poté skončil večerním programem v klubu Fléda.